# نرگوند
نرگوند (به انگلیسی: Nargund) یک منطقهٔ مسکونی در هند است که در بخش گداگ واقع شده‌است. نرگوند ۳۶٬۲۹۱ نفر جمعیت دارد و ۶۰۵ متر بالاتر از سطح دریا واقع شده‌است.